# Han z Islandii

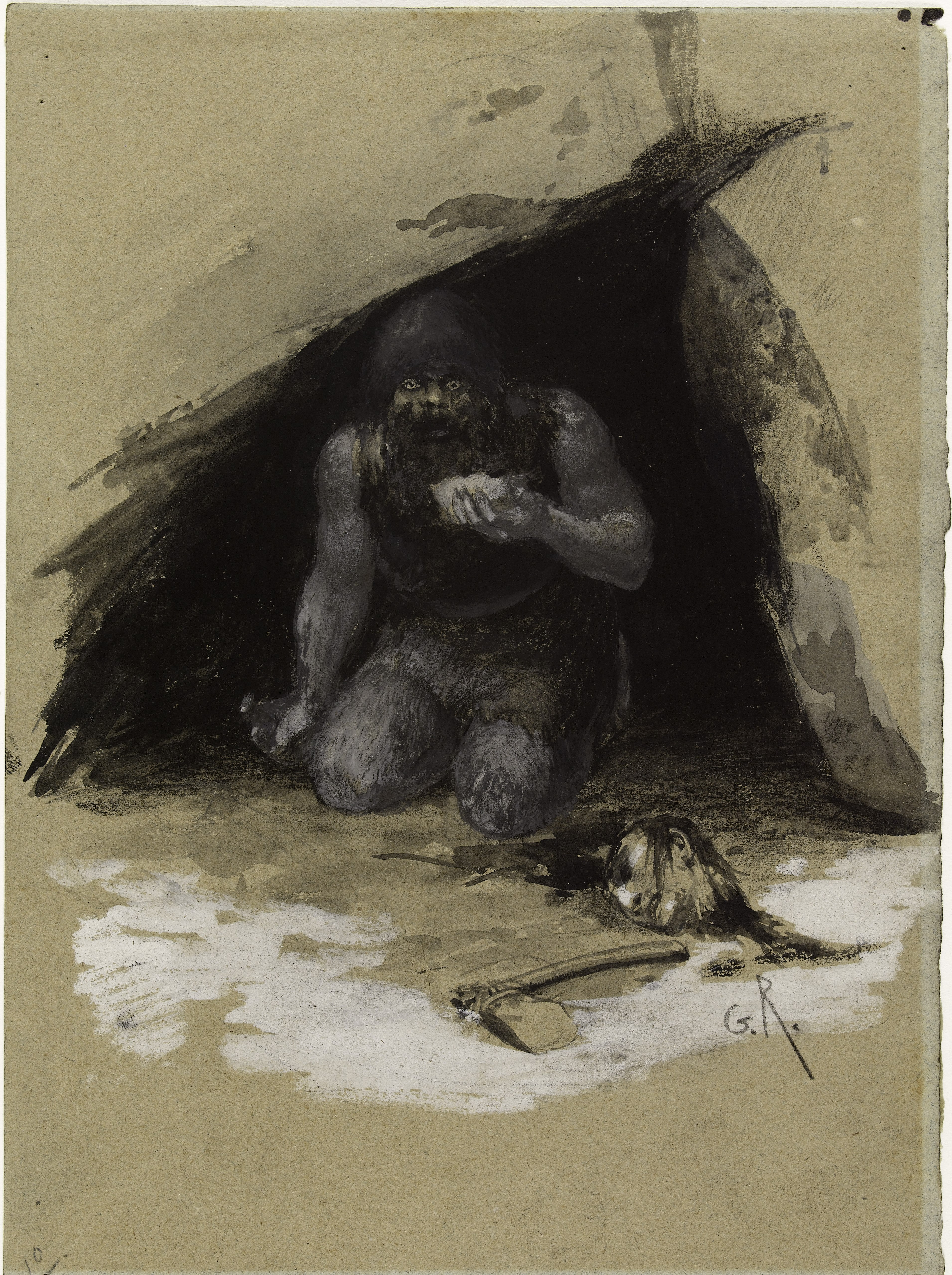

Han z Islandii (oryg. fr. Han d’Islande) – powieść Wiktora Hugo z 1823. Reprezentuje nurt frenetyczny w dziewiętnastowiecznej literaturze francuskiej.

## Okoliczności powstania utworu
Wiktor Hugo napisał Hana z Islandii pod wpływem starszych pisarzy romantycznych, przede wszystkim Nodiera, którego opowiadania frenetyczne robiły na nim niezwykłe wrażenie. Inną ważną inspiracją były powieści historyczne Waltera Scotta. Mimo tego autor traktował powstającą książkę jako rodzaj ćwiczenia pisarskiego; we wstępie konstatował, że uznaje całą „błahość i frywolność” powieści gotyckiej.
Mimo tego autor dokonał pewnych badań podejmowanej tematyki, zanim zaczął pisać: przeczytał fragmenty Historii Danii P. Malleta oraz Podróży po Danii J. Fabriciusa. Wątek miłosny nasycił natomiast własnym doświadczeniem: postać zakochanego młodzieńca Ordenera miała uosabiać ideał kochanka, podczas gdy Ethel była literackim portretem ukochanej pisarza Adeli.

## Treść
Akcja utworu rozgrywa się w Norwegii na przełomie XVII i XVIII w. wokół intryg dworskich na dworze duńskim. Główne wątki utworu to miłość młodego szlachcica Ordenera do córki popadłego w niełaskę kanclerza Ethel, konflikt społeczny między górnikami a duńską szlachtą oraz działalność Hana z Islandii, tajemniczego mordercy, pijącego krew swoich ofiar z ich wydrążonych czaszek i przychylnie odnoszącego się jedynie do udomowionego niedźwiedzia.

## Recepcja
Zarówno krytyka dziewiętnastowieczna, jak i późniejsza przyjęła z dużym zdumieniem nagromadzenie przerażających postaci i motywów w utworze. Sam Charles Nodier, recenzując powieść Hugo w La Quotidienne, konstatował, iż Han z Islandii jest dalece bardziej okrutny, niż wcześniejsze powstające we Francji powieści frenetyczne. Chwalił jednak dzieło za żywość stylu, zręczność konstrukcji oraz piękno opisów i utrzymywanie dramatycznego napięcia.

## Cechy utworu
Han z Islandii jest wyraźnie utworem młodzieńczym, w którym romantyczna wyobraźnia Hugo nie działa na korzyść realizmu przedstawianych wydarzeń. Mimo tego wyraźne są w nim wątki, które autor rozwijał w dalszych fazach swojej twórczości: powstanie górników przeciwko możnowładcom reprezentuje temat walki z niesprawiedliwością społeczną, Ordener to typ kochanka, który będą reprezentować również Hernani czy Ruy Blas, zaś Han z Islandii jest pierwszym hugoliańskim bohaterem odtrąconym przez społeczeństwo. J. Barrere wskazuje również, że podobny bohater-potwór powraca w ostatniej powieści Hugo Rok dziewięćdziesiąty trzeci – jest nim szuan Imanus.